# 1978 w Wojsku Polskim
Kalendarium Wojska Polskiego 1978 – strona przedstawia wydarzenia w Wojsku Polskim w roku 1978.

## 1978
- w Akademii Sztabu Generalnego WP odbyła się Olimpiada Taktyczna Wojska Polskiego[1]
- został powołany Główny Zarząd Szkolenia Bojowego[1]

## Luty
26 lutego
- gen. dyw. Wojciech Barański przestał dowodzić Pomorskim Okręgiem Wojskowym
- gen. dyw. Zbigniew Ohanowicz przestał czasowego pełnić obowiązki dowódcy Śląskiego Okręgu Wojskowego

27 lutego
- na stanowisko dowódcy Pomorskiego Okręgu Wojskowego wyznaczony został gen. dyw. Józef Użycki

## Marzec
- na terenie POW przeprowadzono ćwiczenia z udziałem jednostek wojskowych Armii Radzieckiej, Narodowej Armii Ludowej NRD i Wojska Polskiego[1]

30 marca
- odbyło się posiedzenie Sejmowej Komisji Obrony Narodowej[1]

## Kwiecień
27 kwietnia
- w Bydgoszczy odbyła się Centralna Narada Racjonalnego Gospodarowania[1]

## Maj
- z wizytą w Polsce przebywała 200-osobowa grupa brytyjskich kombatantów lotników RAF[2]

27 maja
- w Drawsku Pomorskim rozpoczęły się ćwiczenia „Lato 78”[1]

## Czerwiec
27 czerwca
- mjr dypl. pil. Mirosław Hermaszewski o 17.25 czasu warszawskiego wystartował z Kosmodromu Bajkonur na pokładzie statku kosmicznego „Sojuz 30” na orbitę okołoziemską[2][3][4]

## Lipiec
6 lipca
- mjr dypl. pil. Mirosław Hermaszewski został w Moskwie udekorowany Orderem Lenina, Medalem Złotej Gwiazdy oraz tytułem Bohatera Związku Radzieckiego[2]

20 lipca
- uchwalona została przez Sejm PRL ustawa o tytułach honorowych „Lotnik-kosmonauta PRL” oraz „Zasłużony pilot wojskowy PRL”[3]

21 lipca
- mjr Mirosław Hermaszewski został awansowany do stopnia podpułkownika, a ppłk Zenon Jankowski do stopnia pułkownika oraz otrzymali oni odznakę „Zasłużony Pilot Wojskowy PRL”[2]
- na uroczystym posiedzeniu Sejmu PRL Mirosław Hermaszewski i Piotr Klimuk zostali udekorowani przez przewodniczącego Rady Państwa Orderami Krzyża Grunwaldu I klasy, a Zenon Jankowski Krzyżem Komandorskim Orderu Odrodzenia Polski, zaś Mirosława Hermaszewskiego udekorowano dodatkowo tytułem honorowym „Lotnik-kosmonauta PRL”[3]

## Wrzesień
16 września
- zmarł gen. dyw. prof. Sylwester Kaliski[4]

## Październik
7 października
- został powołany PKW w Siłach Zbrojnych ONZ w Syrii[1]

10 października
- minister obrony narodowej wyróżnił 23 żołnierzy oraz trzech pracowników wojska i jedną osobę cywilną wpisem do „Honorowej Księgi Czynów Żołnierskich”

12 października
- Wojskowy Instytut Medycyny Lotniczej, Wyższa Oficerska Szkoła Radiotechniczna i Wyższa Szkoła Oficerska Wojsk Obrony Przeciwlotniczej zostały odznaczone Orderem Sztandaru Pracy II klasy, a Wyższa Oficerska Szkoła Lotnicza Krzyżem Grunwaldu III klasy[2][3]

16 października
- w Berlinie rozpoczęło się posiedzenie Rady Wojskowej Zjednoczonych Sił Zbrojnych Układu Warszawskiego[1]

19–20 października
- Wojskowy Instytut Medycyny Lotniczej obchodził 50-lecie[2][3]

27 października
- odbyła się doroczna odprawa i szkolenie kierowniczej kadry SZ[1]

## Listopad
24 listopada
- rozpoczął się centralny kurs szkoleniowo-metodyczny kierowniczej kadry wojskowego szkolnictwa zawodowego[1]

## Grudzień
4 grudnia
- w Berlinie rozpoczęło się posiedzenie Komitetu Ministrów Obrony Układu Warszawskiego[1]

30 grudnia
- ppłk pil. Mirosław Hermaszewski gościł z wizytą w redakcji tygodnika „Skrzydlata Polska”[2]